# Église Saint-Sulpice de Neerheylissem
Pour les articles homonymes, voir Église Saint-Sulpice et Saint-Sulpice.
L'église Saint-Sulpice située à Neerheylissem, village de la commune belge d'Hélécine, en province du Brabant wallon, est une église de style roman édifiée en tuffeau. 

## Localisation
L'église se dresse au centre du village de Neerheylissem, le long de la route N279, à quelques dizaines de mètres au sud du confluent aujourd'hui imperceptible de la Petite Gette et du ruisseau Derrière le Cortil.

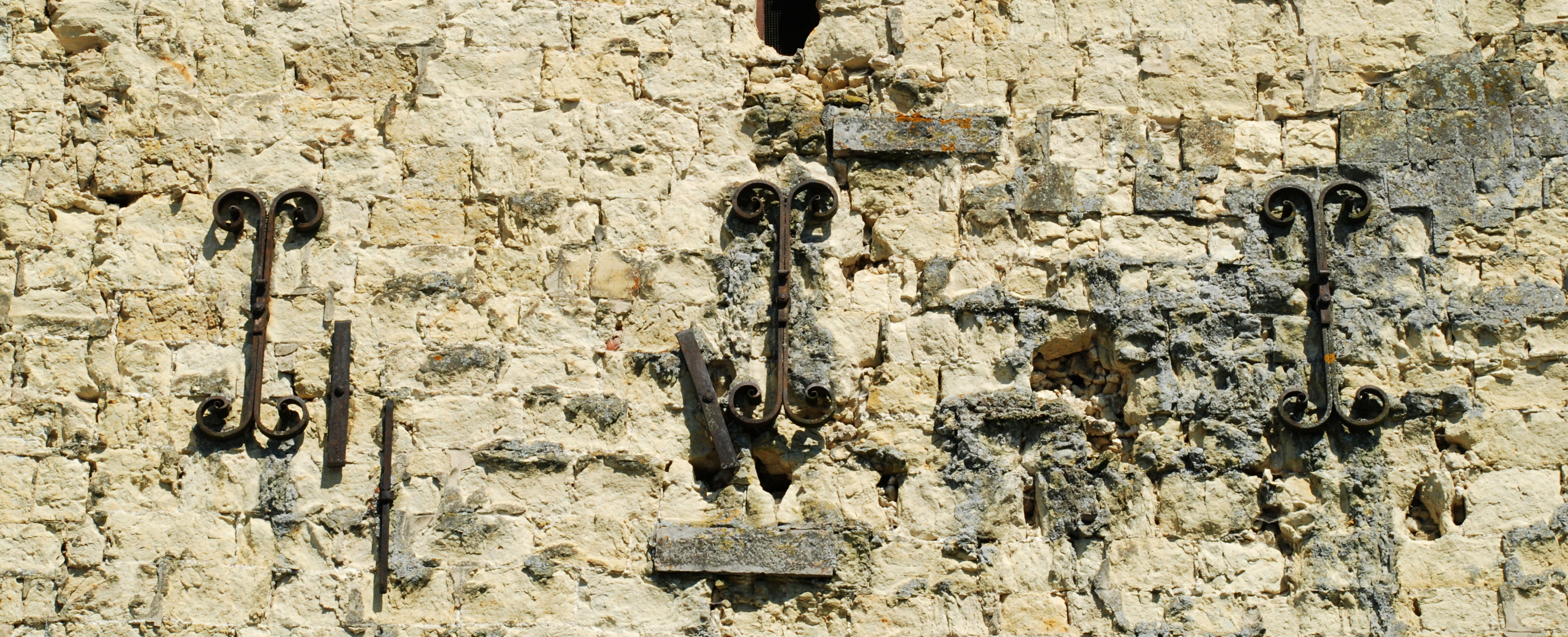
Les ancres de façade.

## Historique
L'église Saint-Sulpice fut créée en 650.
L'édifice actuel est une construction en majeure partie romane, du XIIe siècle, mais qui a été modifiée à plusieurs reprises aux XVIIe et XVIIIe siècles, :
- la tour a été restaurée en 1693 et rabaissée à l'étage des cloches ;
- les collatéraux ont été restaurés aux XVIIe et XVIIIe siècles ;
- le croisillon nord du transept a été reconstruit en briques à la fin du XVIIIe siècle et le croisillon sud en partie refait à la même époque ;
- les sacristies ont été construites en 1727 ;
- l'abside polygonale a été ajoutée en 1762 à la place de l'ancien chevet plat.

## Classement et préservation
L'église Saint-Sulpice fait l'objet d'un classement au titre des monuments historiques depuis le 8 mars 1938.
Une restauration a été menée en 1906 par Pierre Langerock et une autre est en cours en 2012-2016 (voir plus loin).

## Architecture

### Architecture extérieure

#### Maçonnerie

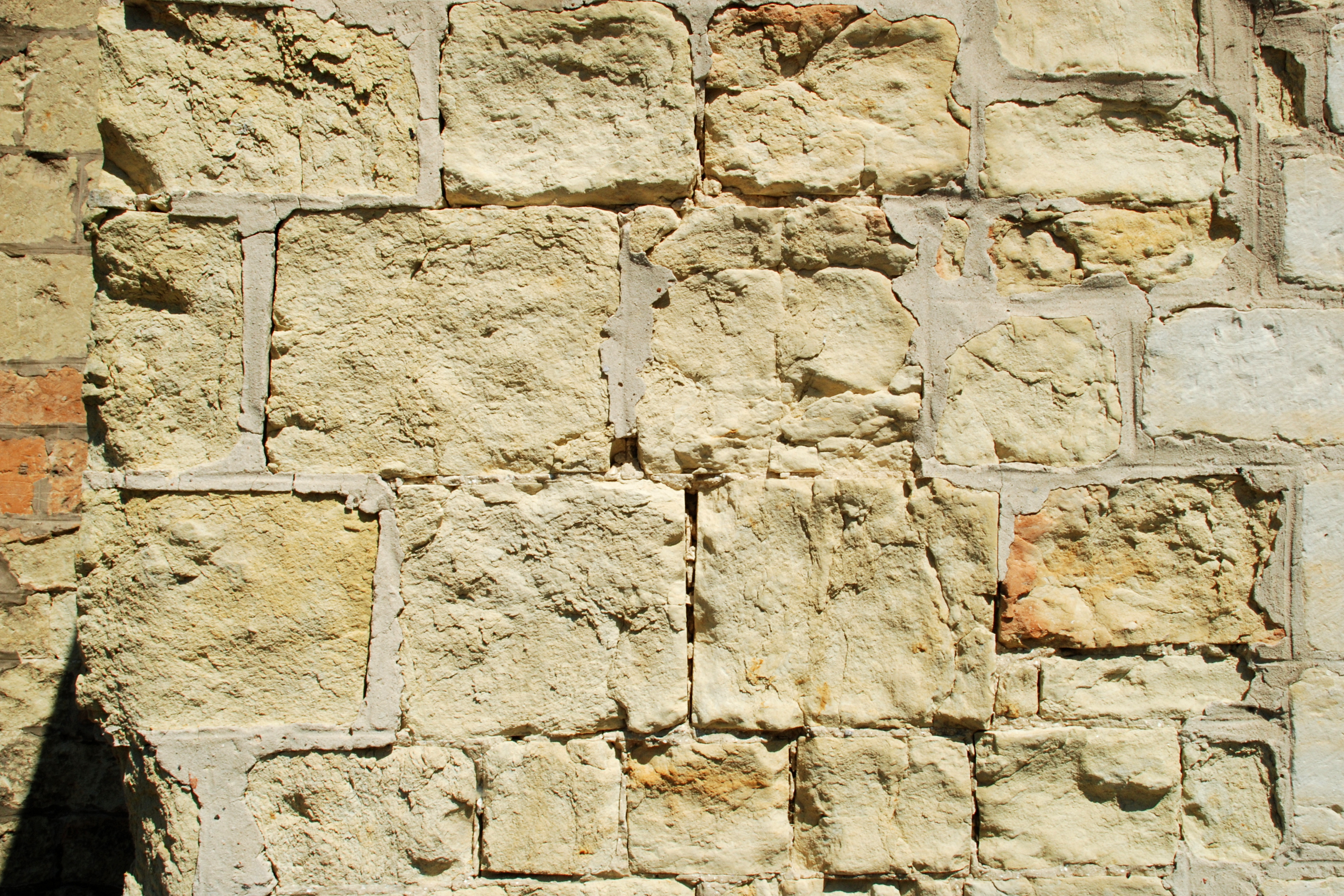
L'état de dégradation du tuffeau en 2016.

L'église est édifiée en grande partie en tuffeau local,, et est restaurée par endroits avec de la pierre de Gobertange.
Cette pierre calcaire, de couleur jaune nuancée de gris, est appelée « tuffeau de Linsmeau » ou « tuffeau de Lincent ». 
Elle a été extraite du sous-sol des villages de Linsmeau et de Lincent de l'antiquité romaine aux années 1940 et caractérise l'architecture de la région, jusqu'à Maret et Orp-le-Grand. 
Poreuse, tendre et friable, cette pierre, qui durcit au contact de l'air et se raye à l'ongle, est fragile, sensible à l'érosion et à la pollution, et a donc été progressivement remplacée par la brique dans l'architecture locale à partir du milieu du XIXe siècle.
Au début du XXIe siècle, on constate que les pierres calcaires de tuffeau de l'église de Neerheylissem s'altèrent fortement sous l'effet de la pollution de l'air : les couches externes des pierres se fragmentent et tombent peu à peu, la détérioration de la pierre étant accentuée par la présence de joints en mortier de ciment remplaçant les joints à la chaux d'origine. Des travaux de restauration sont donc menés durant les années 2012-2016.

#### La tour
À l'ouest, l'église présente une large tour carrée renforcée de grandes ancres de façade en forme de X, groupées par trois au premier étage et par deux au dernier niveau.
Cette tour est percée au rez-de-chaussée d'un portail dont l'encadrement en pierre comporte un linteau en bâtière, inscrit sous un arc en plein cintre. Plus haut, elle est percée d'une meurtrière sur chaque face.
Le dernier niveau est agrémenté d'un cordon de pierre, percé de baies rectangulaires en nombre inégal selon les faces (deux sur la face principale, et une sur les autres faces) et surmonté d'une courte flèche pyramidale.
|  |  |  |

#### La nef, les collatéraux et le chevet

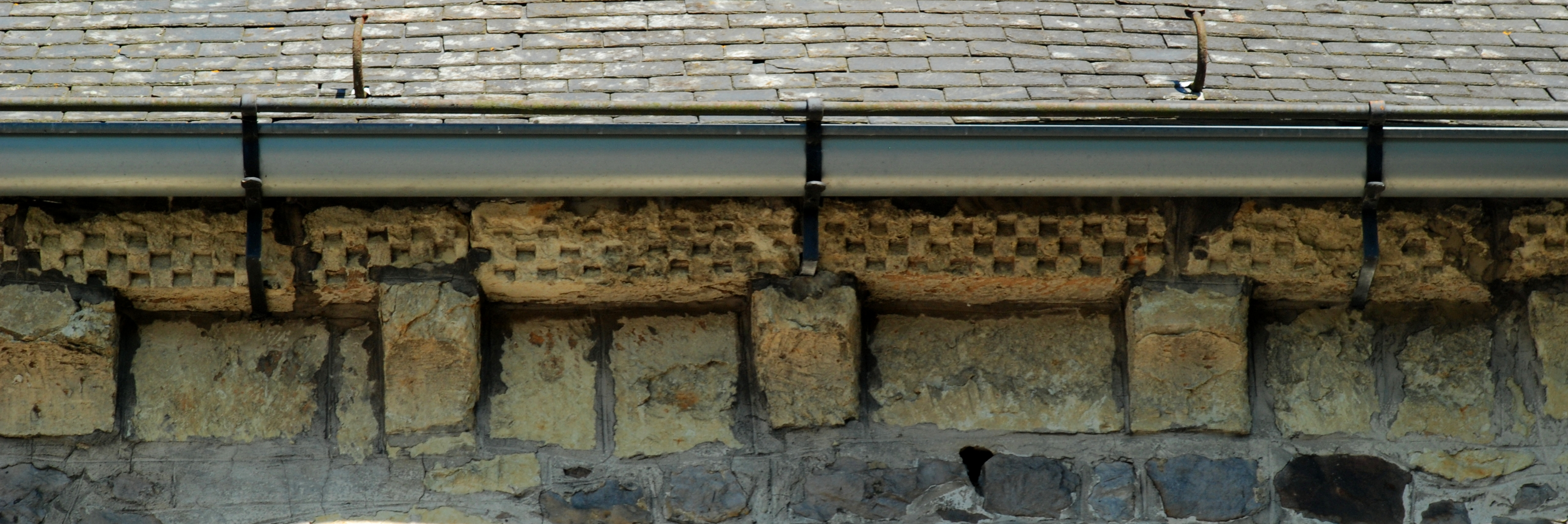
Frise de damier.

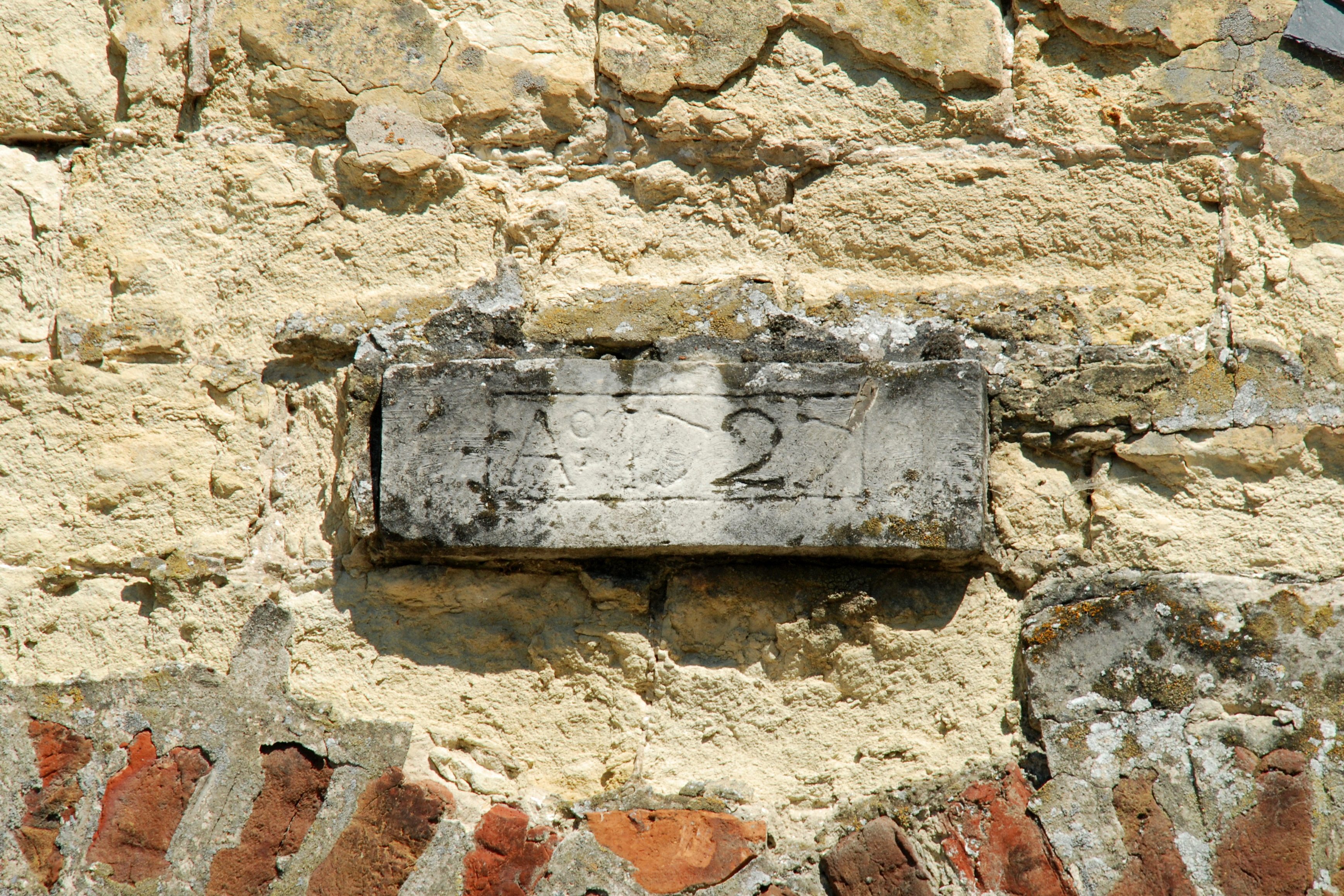
Le millésime 1727 de la sacristie.

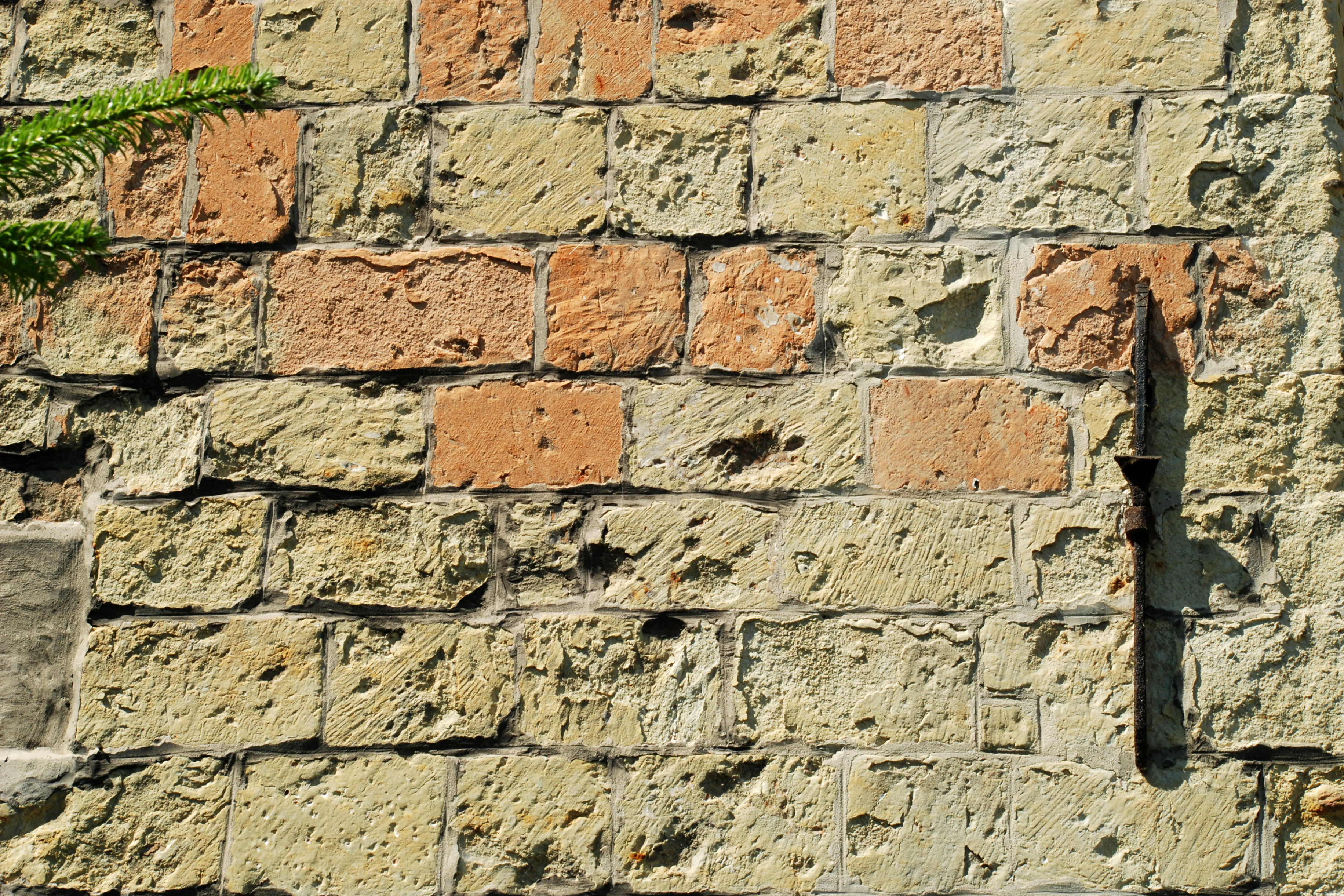
Maçonnerie de l'abside.

La nef et les collatéraux comptent quatre travées. 
La nef présente quatre fenêtres romanes placées en hauteur tant au nord qu'au sud, au-dessus desquelles court une corniche ornée par endroits d'une frise en damier.
La façade du collatéral nord possède une porte romane murée surmontée d'un oculus.
Le croisillon nord est construit en briques tandis que le croisillon sud est édifié en moellons et intègre une porte romane murée à linteau en bâtière, dans laquelle est encastrée la pierre tombale du curé Laurenty Jacobi (mort en 1666).
L'église se termine au sud par un chevet composé d'une travée de chœur et d'une abside à trois pans érigée en 1762, à laquelle est adossée au sud une petite sacristie édifié qui porte une pierre gravée « Ao 1727 ». La travée de chœur, érigée en moellons de grès conserve deux hautes arcades romanes au nord. Cette abside possède un soubassement de six assises de blocs de grès et une maçonnerie de blocs de tuffeau assemblés en grand appareil. Elle est percée au nord et au sud d'une grande fenêtre de style classique bordée d'un encadrement de pierre bleue à imposte et clé d'arc saillante. Sa corniche est ornée par endroits d'une frise en damier, motif ornemental spécifiquement roman.
|  |  |  |

### Architecture intérieure

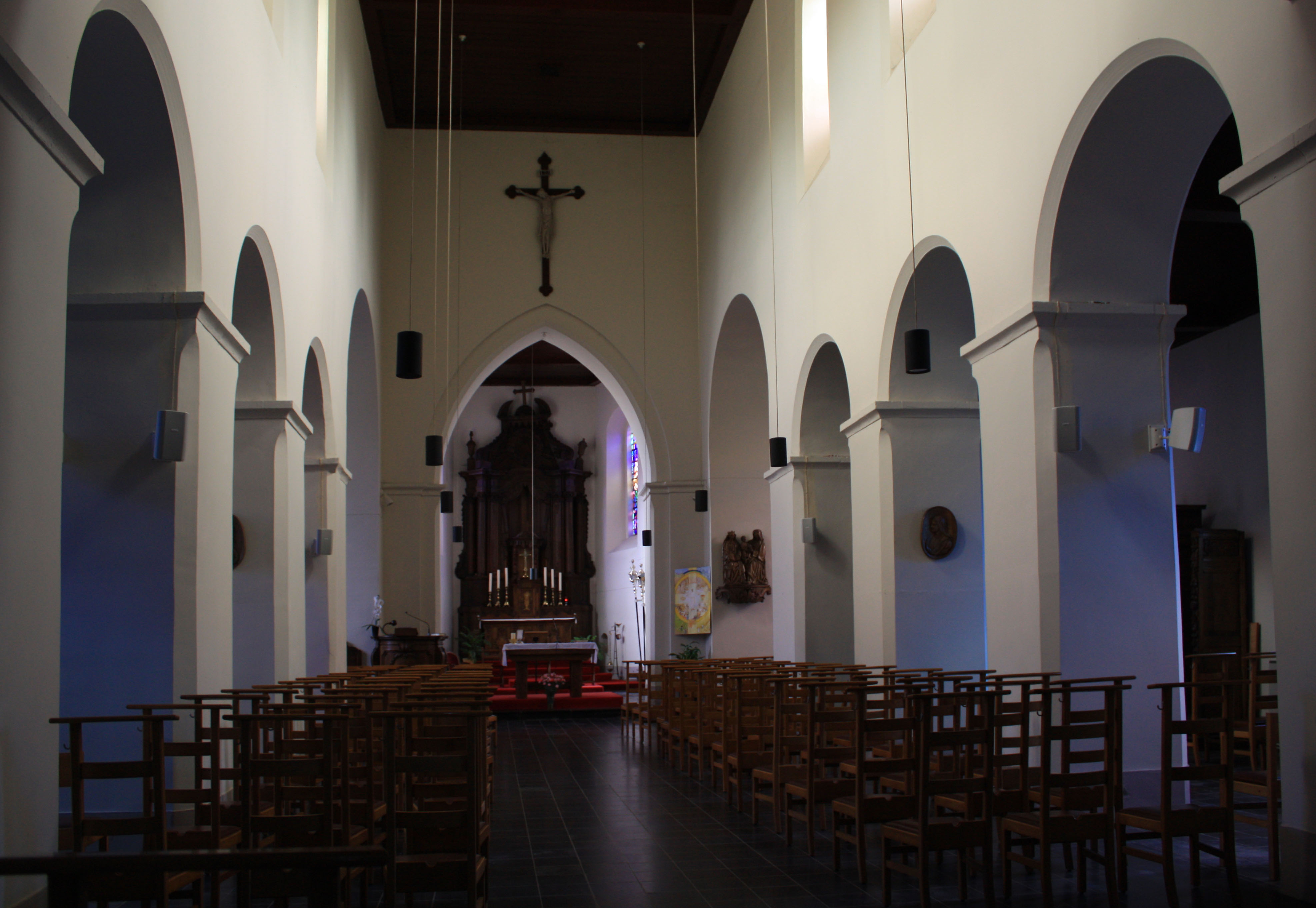
La nef et le chœur.

L'intérieur, peint en blanc, est très sobre. 
La nef, au plafond de bois, est séparée des collatéraux par de puissants piliers carrés à impostes.
L'arc triomphal ogival est flanqué d'absidioles semi-circulaires dénaturées lors de la construction des sacristies.
L'église conserve des fonts baptismaux du XVIe siècle en pierre bleue ornés de quatre têtes.